# Conotrachelus alboannulatus
Conotrachelus alboannulatus – gatunek chrząszcza z rodziny ryjkowcowatych.

## Zasięg występowania
Ameryka Południowa, notowany w Brazylii.

## Budowa ciała
Ubarwienie ciała czarne z drobnymi, pomarańczowymi plamkami. Na przedniej krawędzi pokryw dwie duże, a w tylnej części dwie małe pomarańczowe plamy.